# Interlands Hongaars voetbalelftal 1940-1949
Deze pagina toont een chronologisch en gedetailleerd overzicht van de interlands die het Hongaars voetbalelftal heeft gespeeld in de periode 1940 – 1949.

## Interlands

### 1940
|                                                                       |                                        |       |             |                                                                                           |
| 31 maart Vriendschappelijk № 226 «onderlinge duels» 15:30 uur (UTC+1) | Hongarije                              | 3 – 0 | Zwitserland | Üllői úti stadion, Boedapest Toeschouwers: 25.000 Scheidsrechter: Miljenko Podubsky (CRO) |
| 31 maart Vriendschappelijk № 226 «onderlinge duels» 15:30 uur (UTC+1) | György Sárosi 25', 64' Károly Sütő 32' |       |             | Üllői úti stadion, Boedapest Toeschouwers: 25.000 Scheidsrechter: Miljenko Podubsky (CRO) |

|                                                                      |                                  |       |                              |                                                                                |
| 7 april Vriendschappelijk № 227 «onderlinge duels» 15:00 uur (UTC+2) | Duitsland                        | 2 – 2 | Hongarije                    | Olympiastadion, Berlijn Toeschouwers: 90.000 Scheidsrechter: Louis Baert (BEL) |
| 7 april Vriendschappelijk № 227 «onderlinge duels» 15:00 uur (UTC+2) | Jupp Gauchel 3' Franz Binder 25' |       | 4' Géza Told 45' Béla Sárosi | Olympiastadion, Berlijn Toeschouwers: 90.000 Scheidsrechter: Louis Baert (BEL) |

|                                                                    |                 |       |         |                                                                                          |
| 2 mei Vriendschappelijk № 228 «onderlinge duels» 17:00 uur (UTC+1) | Hongarije       | 1 – 0 | Kroatië | Üllői úti stadion, Boedapest Toeschouwers: 18.000 Scheidsrechter: Costel Radulescu (ROU) |
| 2 mei Vriendschappelijk № 228 «onderlinge duels» 17:00 uur (UTC+1) | János Dudás 86' |       |         | Üllői úti stadion, Boedapest Toeschouwers: 18.000 Scheidsrechter: Costel Radulescu (ROU) |

|                                                                        |                                      |       |          |                                                                                      |
| 19 mei Danube Cup 1940-1941 № 229 «onderlinge duels» 17:15 uur (UTC+1) | Hongarije                            | 2 – 0 | Roemenië | Üllői úti stadion, Boedapest Toeschouwers: 20.000 Scheidsrechter: Mika Popović (YUG) |
| 19 mei Danube Cup 1940-1941 № 229 «onderlinge duels» 17:15 uur (UTC+1) | György Sárosi 68' László Gyetvai 74' |       |          | Üllői úti stadion, Boedapest Toeschouwers: 20.000 Scheidsrechter: Mika Popović (YUG) |

|                                                                              |           |       |             |                                                                                       |
| 29 september Danube Cup 1940-1941 № 230 «onderlinge duels» 15:30 uur (UTC+1) | Hongarije | 0 – 0 | Joegoslavië | Üllői úti stadion, Boedapest Toeschouwers: 23.000 Scheidsrechter: Alois Beranek (AUT) |
| 29 september Danube Cup 1940-1941 № 230 «onderlinge duels» 15:30 uur (UTC+1) |           |       |             | Üllői úti stadion, Boedapest Toeschouwers: 23.000 Scheidsrechter: Alois Beranek (AUT) |

|                                                                        |                                       |       |                                        |                                                                                 |
| 6 oktober Vriendschappelijk № 231 «onderlinge duels» 15:00 uur (UTC+1) | Hongarije                             | 2 – 2 | Duitsland                              | Üllői út, Boedapest Toeschouwers: 32.000 Scheidsrechter: Generoso Dattilo (ITA) |
| 6 oktober Vriendschappelijk № 231 «onderlinge duels» 15:00 uur (UTC+1) | István Kiszely 31' Mihály Kincses 61' |       | 24' Ernst Lehner 58' Wilhelm Hahnemann | Üllői út, Boedapest Toeschouwers: 32.000 Scheidsrechter: Generoso Dattilo (ITA) |

|                                                                         |                        |       |                  |                                                                               |
| 1 december Vriendschappelijk № 232 «onderlinge duels» 15:00 uur (UTC+2) | Italië                 | 1 – 1 | Hongarije        | Stadio Marassi, Genua Toeschouwers: 30.000 Scheidsrechter: Peco Bauwens (GER) |
| 1 december Vriendschappelijk № 232 «onderlinge duels» 15:00 uur (UTC+2) | Guglielmo Trevisan 14' |       | 62' Iuliu Bodola | Stadio Marassi, Genua Toeschouwers: 30.000 Scheidsrechter: Peco Bauwens (GER) |

|                                                                         |                   |       |                       |                                                                                     |
| 8 december Vriendschappelijk № 233 «onderlinge duels» 13:30 uur (UTC+1) | Kroatië           | 1 – 1 | Hongarije             | Stadion Koturaška, Zagreb Toeschouwers: 7.000 Scheidsrechter: Giuseppe Scarpi (ITA) |
| 8 december Vriendschappelijk № 233 «onderlinge duels» 13:30 uur (UTC+1) | Svetozar Đanić 9' |       | 24' Francisc Spielman | Stadion Koturaška, Zagreb Toeschouwers: 7.000 Scheidsrechter: Giuseppe Scarpi (ITA) |

### 1941
|                                                                          |                          |       |                   |                                                                                    |
| 23 maart Danube Cup 1940-1941 № 234 «onderlinge duels» 15:30 uur (UTC+1) | Joegoslavië              | 1 – 1 | Hongarije         | Stadion BSK, Belgrado Toeschouwers: 18.000 Scheidsrechter: Raffaele Scorzoni (ITA) |
| 23 maart Danube Cup 1940-1941 № 234 «onderlinge duels» 15:30 uur (UTC+1) | Svetislav Valjarević 43' |       | 8' László Gyetvai | Stadion BSK, Belgrado Toeschouwers: 18.000 Scheidsrechter: Raffaele Scorzoni (ITA) |

|                                                                      | |       |           |                                                                                         |
| 6 april Vriendschappelijk № 235 «onderlinge duels» 15:00 uur (UTC+2) | Duitsland                                                                                                | 7 – 0 | Hongarije | Müngersdorfer Stadion, Keulen Toeschouwers: 65.000 Scheidsrechter: Pedro Escartín (ESP) |
| 6 april Vriendschappelijk № 235 «onderlinge duels» 15:00 uur (UTC+2) | Paul Janes 24' Fritz Walter 28' Stanislaus Kobierski 33' Wilhelm Hahnemann 51', 67' elmut Schön 62', 81' |       |           | Müngersdorfer Stadion, Keulen Toeschouwers: 65.000 Scheidsrechter: Pedro Escartín (ESP) |

|                                                                          |                  |       |                                       |                                                                          |
| 16 november Vriendschappelijk № 236 «onderlinge duels» 14:30 uur (UTC+1) | Zwitserland      | 1 – 2 | Hongarije                             | Hardturm, Zürich Toeschouwers: 22.000 Scheidsrechter: Peco Bauwens (GER) |
| 16 november Vriendschappelijk № 236 «onderlinge duels» 14:30 uur (UTC+1) | Numa Monnard 77' |       | 45' Nicolae Covaci 74' Sándor Olajkár | Hardturm, Zürich Toeschouwers: 22.000 Scheidsrechter: Peco Bauwens (GER) |

|                                                                    |                                                                      |       |                                                                        |                                                                                   |
| 3 mei Vriendschappelijk № 237 «onderlinge duels» 17:00 uur (UTC+2) | Hongarije                                                            | 3 – 5 | Duitsland                                                              | Üllői út, Boedapest Toeschouwers: 38.000 Scheidsrechter: Rinaldo Barlassina (ITA) |
| 3 mei Vriendschappelijk № 237 «onderlinge duels» 17:00 uur (UTC+2) | Mihály Nagymarosi 18' (pen.) Gyula Zsengellér 30' András Tihanyi 45' |       | 16', 65' Fritz Walter 59' Paul Janes 70' Friedo Dörfel 89' Albert Sing | Üllői út, Boedapest Toeschouwers: 38.000 Scheidsrechter: Rinaldo Barlassina (ITA) |

|                                                                      |                   |       |                  |                                                                                       |
| 14 juni Vriendschappelijk № 238 «onderlinge duels» 18:00 uur (UTC+2) | Kroatië           | 1 – 1 | Hongarije        | Üllői úti stadion, Boedapest Toeschouwers: 25.000 Scheidsrechter: Albert Multer (GER) |
| 14 juni Vriendschappelijk № 238 «onderlinge duels» 18:00 uur (UTC+2) | Ferenc Szusza 60' |       | 78' Branko Pleše | Üllői úti stadion, Boedapest Toeschouwers: 25.000 Scheidsrechter: Albert Multer (GER) |

|                                                                         |                                                   |       |             |                                                                                     |
| 1 november Vriendschappelijk № 239 «onderlinge duels» 14:30 uur (UTC+2) | Hongarije                                         | 3 – 0 | Zwitserland | Üllői úti stadion, Boedapest Toeschouwers: 38.000 Scheidsrechter: Helmut Fink (GER) |
| 1 november Vriendschappelijk № 239 «onderlinge duels» 14:30 uur (UTC+2) | Iuliu Bodola 30' Antal Németh 73' Mátyás Tóth 79' |       |             | Üllői úti stadion, Boedapest Toeschouwers: 38.000 Scheidsrechter: Helmut Fink (GER) |

### 1942
Geen interlands gespeeld

### 1943
|                                                                     |                  |       |                                            |                                                                                      |
| 16 mei Vriendschappelijk № 240 «onderlinge duels» 15:00 uur (UTC+1) | Zwitserland      | 1 – 3 | Hongarije                                  | Stade des Charmilles, Genève Toeschouwers: 23.000 Scheidsrechter: Peco Bauwens (GER) |
| 16 mei Vriendschappelijk № 240 «onderlinge duels» 15:00 uur (UTC+1) | Numa Monnard 16' |       | 32', 43' Iuliu Bodola 34' Gyula Zsengellér | Stade des Charmilles, Genève Toeschouwers: 23.000 Scheidsrechter: Peco Bauwens (GER) |

|                                                                     |                                 |       |                                   |                                                                             |
| 6 juni Vriendschappelijk № 241 «onderlinge duels» 17:45 uur (UTC+2) | Bulgarije                       | 2 – 4 | Hongarije                         | Joenakstadion, Sofia Toeschouwers: 15.000 Scheidsrechter: Antun Marek (CRO) |
| 6 juni Vriendschappelijk № 241 «onderlinge duels» 17:45 uur (UTC+2) | Krum Milev 61' Vasil Spasov 81' |       | 3', 8', 14', 69' Gyula Zsengellér | Joenakstadion, Sofia Toeschouwers: 15.000 Scheidsrechter: Antun Marek (CRO) |

|                                                                           |                        |       |                                                                     |                                                                                |
| 12 september Vriendschappelijk № 242 «onderlinge duels» 15:00 uur (UTC+1) | Zweden                 | 2 – 3 | Hongarije                                                           | Råsundastadion, Solna Toeschouwers: 38.000 Scheidsrechter: Max Viinioksa (FIN) |
| 12 september Vriendschappelijk № 242 «onderlinge duels» 15:00 uur (UTC+1) | Gunnar Nordahl 8', 40' |       | 11' Gyula Zsengellér 50' Francisc Spielman 76' (e.d.) Börje Leander | Råsundastadion, Solna Toeschouwers: 38.000 Scheidsrechter: Max Viinioksa (FIN) |

|                                                                           |         |                                            |           |                                                                                   |
| 15 september Vriendschappelijk № 243 «onderlinge duels» 17:30 uur (UTC+2) | Finland | 0 – 3                                      | Hongarije | Olympisch Stadion, Helsinki Toeschouwers: 9.662 Scheidsrechter: Ivan Eklind (SWE) |
| 15 september Vriendschappelijk № 243 «onderlinge duels» 17:30 uur (UTC+2) |         | 11', 47' Mátyás Tóth 35' Francisc Spielman |           | Olympisch Stadion, Helsinki Toeschouwers: 9.662 Scheidsrechter: Ivan Eklind (SWE) |

|                                                                         |                        |       |                                                                                          |                                                                                     |
| 7 november Vriendschappelijk № 244 «onderlinge duels» 15:00 uur (UTC+1) | Hongarije              | 2 – 7 | Zweden                                                                                   | Üllői úti stadion, Boedapest Toeschouwers: 38.000 Scheidsrechter: Adolf Miesz (GER) |
| 7 november Vriendschappelijk № 244 «onderlinge duels» 15:00 uur (UTC+1) | Ferenc Szusza 22', 45' |       | 14' Henry Karlsson 42', 87' Arne Nyberg 46', 75' Stellan Nilsson 51', 71' Gunnar Nordahl | Üllői úti stadion, Boedapest Toeschouwers: 38.000 Scheidsrechter: Adolf Miesz (GER) |

### 1944
Geen interlands gespeeld.

### 1945
|                                                                          |                                              |       |            |                                                                                        |
| 19 augustus Vriendschappelijk № 245 «onderlinge duels» 17:00 uur (UTC+2) | Hongarije                                    | 2 – 0 | Oostenrijk | Üllői úti stadion, Boedapest Toeschouwers: 40.000 Scheidsrechter: György Szigeti (HUN) |
| 19 augustus Vriendschappelijk № 245 «onderlinge duels» 17:00 uur (UTC+2) | Ferenc Rudas 18' (pen.) Gyula Zsengellér 32' |       |            | Üllői úti stadion, Boedapest Toeschouwers: 40.000 Scheidsrechter: György Szigeti (HUN) |

|                                                                          |                                                                                |       |                                   |                                                                                     |
| 20 augustus Vriendschappelijk № 246 «onderlinge duels» 17:00 uur (UTC+2) | Hongarije                                                                      | 5 – 2 | Oostenrijk                        | Üllői úti stadion, Boedapest Toeschouwers: 20.000 Scheidsrechter: Pál Hertzka (HUN) |
| 20 augustus Vriendschappelijk № 246 «onderlinge duels» 17:00 uur (UTC+2) | Ferenc Puskás 12' Ferenc Szusza 13', 56' Gyula Zsengellér 15' Gyula Vincze 38' |       | 22' Fritz Kominek 42' Karl Decker | Üllői úti stadion, Boedapest Toeschouwers: 20.000 Scheidsrechter: Pál Hertzka (HUN) |

|                                                                           | |       |                                            |                                                                                     |
| 30 september Vriendschappelijk № 247 «onderlinge duels» 15:30 uur (UTC+2) | Hongarije | 7 – 2 | Roemenië                                   | Üllői úti stadion, Boedapest Toeschouwers: 35.000 Scheidsrechter: Pál Hertzka (HUN) |
| 30 september Vriendschappelijk № 247 «onderlinge duels» 15:30 uur (UTC+2) | Nándor Hidegkuti 8', 87' Ferenc Puskás 15', 69' Gyula Zsengellér 25' Ferenc Rudas 32' (pen.) István Nyers 33' |       | 20' Francisc Fabian 40' Iosif Petschovschi | Üllői úti stadion, Boedapest Toeschouwers: 35.000 Scheidsrechter: Pál Hertzka (HUN) |

### 1946
|                                                                       |                                         |       |                                      |                                                                                |
| 14 april Vriendschappelijk № 248 «onderlinge duels» 16:30 uur (UTC+2) | Oostenrijk                              | 3 – 2 | Hongarije                            | Praterstadion, Wenen Toeschouwers: 60.000 Scheidsrechter: Jaroslav Vlček (TCH) |
| 14 april Vriendschappelijk № 248 «onderlinge duels» 16:30 uur (UTC+2) | Karl Decker 24', 85' Ernst Melchior 71' |       | 6' István Nyers 25' Gyula Zsengellér | Praterstadion, Wenen Toeschouwers: 60.000 Scheidsrechter: Jaroslav Vlček (TCH) |

|                                                                        |                      |       |            |                                                                                      |
| 6 oktober Vriendschappelijk № 249 «onderlinge duels» 15:30 uur (UTC+1) | Hongarije            | 2 – 0 | Oostenrijk | Üllői úti stadion, Boedapest Toeschouwers: 35.000 Scheidsrechter: Mika Popović (YUG) |
| 6 oktober Vriendschappelijk № 249 «onderlinge duels» 15:30 uur (UTC+1) | Ferenc Deák 11', 33' |       |            | Üllői úti stadion, Boedapest Toeschouwers: 35.000 Scheidsrechter: Mika Popović (YUG) |

|                                                                         |             |       |                                                                             |                                                                                                 |
| 30 oktober Vriendschappelijk № 250 «onderlinge duels» 20:00 uur (UTC+1) | Luxemburg   | 2 – 7 | Hongarije                                                                   | Stade de la Frontière, Esch-sur-Alzette Toeschouwers: 3.000 Scheidsrechter: Emile Eischen (LUX) |
| 30 oktober Vriendschappelijk № 250 «onderlinge duels» 20:00 uur (UTC+1) | Rene Scheer |       | 15', 60', 85' Ferenc Puskás 30', 70', 75' Ferenc Deák 32' Mihály Nagymarosi | Stade de la Frontière, Esch-sur-Alzette Toeschouwers: 3.000 Scheidsrechter: Emile Eischen (LUX) |

### 1947
|                                                                    |                                                                    |       |                    |                                                                                          |
| 4 mei Vriendschappelijk № 251 «onderlinge duels» 17:00 uur (UTC+2) | Hongarije                                                          | 5 – 2 | Oostenrijk         | Üllői úti stadion, Boedapest Toeschouwers: 37.000 Scheidsrechter: Marijan Matančić (YUG) |
| 4 mei Vriendschappelijk № 251 «onderlinge duels» 17:00 uur (UTC+2) | Ferenc Puskás 11', 49', 65' Béla Egresi 12' Karl Bortoli 88' (e.d) |       | 18', 44' Josef Epp | Üllői úti stadion, Boedapest Toeschouwers: 37.000 Scheidsrechter: Marijan Matančić (YUG) |

|                                                                     |                                                           |       |                                            | |
| 11 mei Vriendschappelijk № 252 «onderlinge duels» 16:00 uur (UTC+2) | Italië                                                    | 3 – 2 | Hongarije                                  | Stadio Comunale Giovanni Berta, Florence Toeschouwers: 73.000 Scheidsrechter: Paul von Wartburg (SUI) |
| 11 mei Vriendschappelijk № 252 «onderlinge duels» 16:00 uur (UTC+2) | Guglielmo Gabetto 24' Guglielmo Gabetto 70' Ezio Loik 89' |       | 52' Ferenc Szusza 76' (pen.) Ferenc Puskás | Stadio Comunale Giovanni Berta, Florence Toeschouwers: 73.000 Scheidsrechter: Paul von Wartburg (SUI) |

|                                                                    |                                                |       |                                                      |                                                                                      |
| 29 juni Balkan Cup 1947 № 253 «onderlinge duels» 17:30 uur (UTC+1) | Joegoslavië                                    | 2 – 3 | Hongarije                                            | Stadion CDJA, Belgrado Toeschouwers: 35.000 Scheidsrechter: Constantin Iliescu (ROU) |
| 29 juni Balkan Cup 1947 № 253 «onderlinge duels» 17:30 uur (UTC+1) | Zvonko Cimermančić 36' Prvoslav Mihajlović 60' |       | 33' Gyula Szilágyi 47' Ferenc Puskás 84' István Mike | Stadion CDJA, Belgrado Toeschouwers: 35.000 Scheidsrechter: Constantin Iliescu (ROU) |

|                                                                        | |       |           |                                                                                            |
| 17 augustus Balkan Cup 1947 № 254 «onderlinge duels» 18:00 uur (UTC+2) | Hongarije                                                                                             | 9 – 0 | Bulgarije | Üllői úti stadion, Boedapest Toeschouwers: 20.000 Scheidsrechter: Constantin Iliescu (ROU) |
| 17 augustus Balkan Cup 1947 № 254 «onderlinge duels» 18:00 uur (UTC+2) | Ferenc Deák 15', 34', 52', 79' János Zsolnai 26' Nándor Hidegkuti 47', 50', 86' Mihály Nagymarosi 48' |       |           | Üllői úti stadion, Boedapest Toeschouwers: 20.000 Scheidsrechter: Constantin Iliescu (ROU) |

|                                                                        |                                                  |       |         |                                                                                        |
| 20 augustus Balkan Cup 1947 № 255 «onderlinge duels» 18:00 uur (UTC+2) | Hongarije                                        | 3 – 0 | Albanië | Üllői úti stadion, Boedapest Toeschouwers: 15.000 Scheidsrechter: Todor Stoyanov (BUL) |
| 20 augustus Balkan Cup 1947 № 255 «onderlinge duels» 18:00 uur (UTC+2) | János Zsolnai 7' Béla Egresi 25' Ferenc Deák 53' |       |         | Üllői úti stadion, Boedapest Toeschouwers: 15.000 Scheidsrechter: Todor Stoyanov (BUL) |

|                                                                           |                                                                 |       |                             |                                                                                  |
| 14 september Vriendschappelijk № 256 «onderlinge duels» 16:00 uur (UTC+2) | Oostenrijk                                                      | 4 – 3 | Hongarije                   | Praterstadion, Wenen Toeschouwers: 55.000 Scheidsrechter: Giovanni Galeati (ITA) |
| 14 september Vriendschappelijk № 256 «onderlinge duels» 16:00 uur (UTC+2) | Alfred Körner 22' Wilhelm Hahnemann 30' Franz Binder 66' (pen.) |       | 40', 49', 55' Ferenc Szusza | Praterstadion, Wenen Toeschouwers: 55.000 Scheidsrechter: Giovanni Galeati (ITA) |

|                                                                       |          |                                        |           |                                                                                         |
| 12 oktober Balkan Cup 1947 № 257 «onderlinge duels» 16:00 uur (UTC+2) | Roemenië | 0 – 3                                  | Hongarije | Giuleștistadion, Boekarest Toeschouwers: 25.000 Scheidsrechter: Miljenko Podubsky (YUG) |
| 12 oktober Balkan Cup 1947 № 257 «onderlinge duels» 16:00 uur (UTC+2) |          | 21' Béla Egresi 35', 74' Ferenc Puskás |           | Giuleștistadion, Boekarest Toeschouwers: 25.000 Scheidsrechter: Miljenko Podubsky (YUG) |

### 1948
| |                                                                                               |       |                                                                      |                                                                                     |
| 21 april Centraal-Europese Internationale Beker 1948-1953 № 258 «onderlinge duels» 17:30 uur (UTC+2) | Hongarije                                                                                     | 7 – 4 | Zwitserland                                                          | Üllői úti stadion, Boedapest Toeschouwers: 32.000 Scheidsrechter: Carl Czerny (AUT) |
| 21 april Centraal-Europese Internationale Beker 1948-1953 № 258 «onderlinge duels» 17:30 uur (UTC+2) | Ferenc Puskás 1', 88' Ferenc Deák 36', 78' Sándor Gőcze 42' Béla Egresi 74' Ferenc Szusza 86' |       | 5' Gerhard Lusenti 30' Lauro Amadò 31' René Maillard 87' Jean Tamini | Üllői úti stadion, Boedapest Toeschouwers: 32.000 Scheidsrechter: Carl Czerny (AUT) |

|                                                                                                   |                                                                |       |                                   |                                                                                |
| 2 mei Centraal-Europese Internationale Beker 1948-1953 № 259 «onderlinge duels» 17:00 uur (UTC+2) | Oostenrijk                                                     | 3 – 2 | Hongarije                         | Praterstadion, Wenen Toeschouwers: 57.000 Scheidsrechter: Jaroslav Vlček (TCH) |
| 2 mei Centraal-Europese Internationale Beker 1948-1953 № 259 «onderlinge duels» 17:00 uur (UTC+2) | Ernst Melchior 20' Theodor Wagner 67' (pen.) Alfred Körner 84' |       | 15' Ferenc Szusza 48' Ferenc Deák | Praterstadion, Wenen Toeschouwers: 57.000 Scheidsrechter: Jaroslav Vlček (TCH) |

| |                                 |       |                     |                                                                                          |
| 23 mei Balkan Cup 1948 / Centraal-Europese Internationale Beker 1948-1953 № 260 «onderlinge duels» 18:00 uur (UTC+2) | Hongarije                       | 2 – 1 | Tsjecho-Slowakije   | Üllői úti stadion, Boedapest Toeschouwers: 32.000 Scheidsrechter: Marijan Matančić (YUG) |
| 23 mei Balkan Cup 1948 / Centraal-Europese Internationale Beker 1948-1953 № 260 «onderlinge duels» 18:00 uur (UTC+2) | Béla Egresi 16' Ferenc Deák 73' |       | 81' Julius Schubert | Üllői úti stadion, Boedapest Toeschouwers: 32.000 Scheidsrechter: Marijan Matančić (YUG) |

|                                                                   |         |       |           |                                                                                   |
| 23 mei Balkan Cup 1948 № 261 «onderlinge duels» 17:00 uur (UTC+1) | Albanië | 0 – 0 | Hongarije | Qemal Stafastadion, Tirana Toeschouwers: 20.000 Scheidsrechter: Leo Lemešić (YUG) |
| 23 mei Balkan Cup 1948 № 261 «onderlinge duels» 17:00 uur (UTC+1) |         |       |           | Qemal Stafastadion, Tirana Toeschouwers: 20.000 Scheidsrechter: Leo Lemešić (YUG) |

|                                                                   |                                                                                                  |       |          |                                                                                       |
| 6 juni Balkan Cup 1948 № 262 «onderlinge duels» 18:00 uur (UTC+2) | Hongarije                                                                                        | 9 – 0 | Roemenië | Megyeri úti stadion, Újpest Toeschouwers: 45.000 Scheidsrechter: Antun Mlinarić (YUG) |
| 6 juni Balkan Cup 1948 № 262 «onderlinge duels» 18:00 uur (UTC+2) | József Mészáros 30', 46' Béla Egresi 43', 61', 72' Ferenc Puskás 58', 82' Sándor Kocsis 67', 85' |       |          | Megyeri úti stadion, Újpest Toeschouwers: 45.000 Scheidsrechter: Antun Mlinarić (YUG) |

|                                                                         |                                    |       |                                                                                               |                                                                                             |
| 19 september Balkan Cup 1948 № 263 «onderlinge duels» 16:00 uur (UTC+2) | Polen                              | 2 – 6 | Hongarije                                                                                     | Wojska Polskiegostadion, Warschau Toeschouwers: 40.000 Scheidsrechter: Jaroslav Vlček (TCH) |
| 19 september Balkan Cup 1948 № 263 «onderlinge duels» 16:00 uur (UTC+2) | Józef Kohut 37' Gerard Cieślik 68' |       | 20' József Bozsik 25', 81' Nándor Hidegkuti 29' Ferenc Szusza 69' Ferenc Deák 72' Mátyás Tóth | Wojska Polskiegostadion, Warschau Toeschouwers: 40.000 Scheidsrechter: Jaroslav Vlček (TCH) |

|                                                                        |                                   |       |                    |                                                                                       |
| 3 oktober Vriendschappelijk № 264 «onderlinge duels» 15:00 uur (UTC+1) | Hongarije                         | 2 – 1 | Oostenrijk         | Megyeri úti stadion, Újpest Toeschouwers: 30.000 Scheidsrechter: Jaroslav Vlček (TCH) |
| 3 oktober Vriendschappelijk № 264 «onderlinge duels» 15:00 uur (UTC+1) | Ferenc Deák 16' Ferenc Szusza 30' |       | 41' Ernst Melchior | Megyeri úti stadion, Újpest Toeschouwers: 30.000 Scheidsrechter: Jaroslav Vlček (TCH) |

|                                                                       |                        |       |                                                  |                                                                                           |
| 24 oktober Balkan Cup 1948 № 265 «onderlinge duels» 15:15 uur (UTC+2) | Roemenië               | 1 – 5 | Hongarije                                        | Stadionul Republicii, Boekarest Toeschouwers: 40.000 Scheidsrechter: Jaroslav Vlček (TCH) |
| 24 oktober Balkan Cup 1948 № 265 «onderlinge duels» 15:15 uur (UTC+2) | Iosif Petschovschi 77' |       | 44', 63', 84' Ferenc Puskás 50', 68' Ferenc Deák | Stadionul Republicii, Boekarest Toeschouwers: 40.000 Scheidsrechter: Jaroslav Vlček (TCH) |

|                                                                       |                     |       |           |                                                                                  |
| 7 november Balkan Cup 1948 № 266 «onderlinge duels» 15:00 uur (UTC+2) | Bulgarije           | 1 – 0 | Hongarije | Joenakstadion, Sofia Toeschouwers: .000 Scheidsrechter: Constantin Iliescu (ROU) |
| 7 november Balkan Cup 1948 № 266 «onderlinge duels» 15:00 uur (UTC+2) | Dimitar Milanov 15' |       |           | Joenakstadion, Sofia Toeschouwers: .000 Scheidsrechter: Constantin Iliescu (ROU) |

### 1949
| |                                                                                    |       |                                            |                                                                                        |
| 10 april Centraal-Europese Internationale Beker 1948-1953 № 267 «onderlinge duels» 17:30 uur (UTC+2) | Tsjecho-Slowakije                                                                  | 5 – 2 | Hongarije                                  | Strahovstadion, Praag Toeschouwers: 55.000 Scheidsrechter: Maksymilian Schneider (POL) |
| 10 april Centraal-Europese Internationale Beker 1948-1953 № 267 «onderlinge duels» 17:30 uur (UTC+2) | Vlastimil Preis 43' Gejza Šimanský 56' Ladislav Hlaváček 63', 66' Emil Pažický 71' |       | 61' (pen.) Ferenc Puskás 78' Ferenc Szusza | Strahovstadion, Praag Toeschouwers: 55.000 Scheidsrechter: Maksymilian Schneider (POL) |

|                                                                                                   |                                                                     |       |                    |                                                                                       |
| 8 mei Centraal-Europese Internationale Beker 1948-1953 № 268 «onderlinge duels» 17:30 uur (UTC+2) | Hongarije                                                           | 6 – 1 | Oostenrijk         | Megyeri úti stadion, Újpest Toeschouwers: 50.000 Scheidsrechter: Jaroslav Vlček (TCH) |
| 8 mei Centraal-Europese Internationale Beker 1948-1953 № 268 «onderlinge duels» 17:30 uur (UTC+2) | Ferenc Deák 2', 49' Sándor Kocsis 22' Ferenc Puskás 32', 82' (pen.) |       | 79' Ernst Melchior | Megyeri úti stadion, Újpest Toeschouwers: 50.000 Scheidsrechter: Jaroslav Vlček (TCH) |

| |           |       |                 |                                                                                   |
| 12 juni Centraal-Europese Internationale Beker 1948-1953 № 269 «onderlinge duels» 18:00 uur (UTC+2) | Hongarije | 1 – 1 | Italië          | Megyeri úti Stadion, Újpest Toeschouwers: 45.000 Scheidsrechter: Bill Evans (ENG) |
| 12 juni Centraal-Europese Internationale Beker 1948-1953 № 269 «onderlinge duels» 18:00 uur (UTC+2) | Deák 29'  |       | 11' Carapellese | Megyeri úti Stadion, Újpest Toeschouwers: 45.000 Scheidsrechter: Bill Evans (ENG) |

|                                                                      |                                   |       |                                    |                                                                                     |
| 19 juni Vriendschappelijk № 270 «onderlinge duels» 18:00 uur (UTC+1) | Zweden                            | 2 – 2 | Hongarije                          | Råsundastadion, Solna Toeschouwers: 37.781 Scheidsrechter: Karel van der Meer (NED) |
| 19 juni Vriendschappelijk № 270 «onderlinge duels» 18:00 uur (UTC+1) | Hasse Jeppson 80' Gunnar Gren 86' |       | 26' László Budai 48' Sándor Kocsis | Råsundastadion, Solna Toeschouwers: 37.781 Scheidsrechter: Karel van der Meer (NED) |

|                                                                      |                                                                                             |       |                                 |                                                                                        |
| 10 juli Vriendschappelijk № 271 «onderlinge duels» 17:30 uur (UTC+2) | Hongarije                                                                                   | 8 – 2 | Polen                           | Nagyerdei-stadion, Debrecen Toeschouwers: 28.000 Scheidsrechter: Jozef Nemčovský (TCH) |
| 10 juli Vriendschappelijk № 271 «onderlinge duels» 17:30 uur (UTC+2) | Ferenc Deák 14', 45', 51', 62' Béla Egresi 20' Ferenc Puskás 33', 86' Mihály Keszthelyi 48' |       | 73' Józef Kohut 79' Józef Mamoń | Nagyerdei-stadion, Debrecen Toeschouwers: 28.000 Scheidsrechter: Jozef Nemčovský (TCH) |

|                                                                         |                                              |       |                                                   |                                                                            |
| 16 oktober Vriendschappelijk № 272 «onderlinge duels» 15:00 uur (UTC+1) | Oostenrijk                                   | 3 – 4 | Hongarije                                         | Praterstadion, Wenen Toeschouwers: 65.000 Scheidsrechter: Bill Evans (ENG) |
| 16 oktober Vriendschappelijk № 272 «onderlinge duels» 15:00 uur (UTC+1) | Karl Decker 2', 49' (pen.) Robert Dienst 33' |       | 9', 74' (pen.) Ferenc Puskás 23', 27' Ferenc Deák | Praterstadion, Wenen Toeschouwers: 65.000 Scheidsrechter: Bill Evans (ENG) |

|                                                                         |                                                                          |       |           |                                                                                       |
| 30 oktober Vriendschappelijk № 273 «onderlinge duels» 14:00 uur (UTC+1) | Hongarije                                                                | 5 – 0 | Bulgarije | Megyeri úti stadion, Újpest Toeschouwers: 36.000 Scheidsrechter: Jaroslav Vlček (TCH) |
| 30 oktober Vriendschappelijk № 273 «onderlinge duels» 14:00 uur (UTC+1) | Ferenc Deák 17' László Budai 57' Ferenc Rudas 67' Ferenc Puskás 70', 84' |       |           | Megyeri úti stadion, Újpest Toeschouwers: 36.000 Scheidsrechter: Jaroslav Vlček (TCH) |

|                                                                          |                                                                           |       |        |                                                                                      |
| 20 november Vriendschappelijk № 274 «onderlinge duels» 13:30 uur (UTC+1) | Hongarije                                                                 | 5 – 0 | Zweden | Megyeri úti stadion, Újpest Toeschouwers: 46.000 Scheidsrechter: George Reader (ENG) |
| 20 november Vriendschappelijk № 274 «onderlinge duels» 13:30 uur (UTC+1) | Sándor Kocsis 9', 56' Ferenc Puskás 24' Sándor Kocsis 49' Ferenc Deák 70' |       |        | Megyeri úti stadion, Újpest Toeschouwers: 46.000 Scheidsrechter: George Reader (ENG) |

MLSZ · A-internationals · Selecties · Bondscoaches · Hongaars vrouwenelftal · Olympisch elftal · Hongarije U21 · Hongarije U20 · Hongarije U19 · Hongarije U18 · Hongarije U17 · Hongarije U16
1902 – 1919 · 
1920 – 1929 · 
1930 – 1939 · 
1940 – 1949 · 
1950 – 1959 · 
1960 – 1969 · 
1970 – 1979 · 
1980 – 1989 · 
1990 – 1999 · 
2000 – 2009 · 
2010 – 2019 ·
2020 − 2029
EK's:
1964 · 
1972 · 
2016 ·
2020 ·
2024
WK's:
1934 · 
1938 · 
1954 · 
1958 · 
1962 · 
1966 · 
1978 · 
1982 · 
1986
OS:
1912 · 
1924 · 
1936 · 
1952 · 
1960 · 
1964 · 
1968 · 
1972 · 
1996
1902 · 
1903 · 
1904 · 
1905 · 
1906 · 
1907 · 
1908 · 
1909 · 
1910 · 
1911 · 
1912 · 
1913 · 
1914 · 
1915 · 
1916 · 
1917 · 
1918 · 
1919 · 
1920 · 
1921 · 
1922 · 
1923 · 
1924 · 
1925 · 
1926 · 
1927 · 
1928 · 
1929 · 
1930 · 
1931 · 
1932 · 
1933 · 
1934 · 
1935 · 
1936 · 
1937 · 
1938 · 
1939 · 
1940 · 
1941 · 
1942 · 
1943 · 
1944 · 
1945 · 
1946 · 
1947 · 
1948 · 
1949 · 
1950 · 
1952 · 
1952 · 
1953 · 
1954 · 
1955 · 
1956 · 
1957 · 
1958 · 
1959 · 
1960 · 
1961 · 
1962 · 
1963 · 
1964 · 
1965 · 
1966 · 
1967 · 
1968 · 
1969 · 
1970 · 
1971 · 
1972 · 
1973 · 
1974 · 
1975 · 
1976 · 
1977 · 
1978 · 
1979 · 
1980 · 
1981 · 
1982 · 
1983 · 
1984 · 
1985 · 
1986 · 
1987 · 
1988 · 
1989 · 
1990 · 
1991 · 
1992 · 
1993 · 
1994 · 
1995 · 
1996 · 
1997 · 
1998 · 
1999 · 
2000 · 
2001 · 
2002 · 
2003 · 
2004 · 
2005 · 
2006 · 
2007 · 
2008 · 
2009 · 
2010 · 
2011 · 
2012 · 
2013 · 
2014 · 
2015 ·
2016 ·
2017 ·
2018 ·
2019 ·
2020 ·
2021 ·
2022 ·
2023 ·
2024
Albanië ·
Algerije ·
Andorra · 
Antigua en Barbuda ·
Argentinië ·
Armenië ·
Australië ·
Azerbeidzjan ·
België ·
Bohemen ·
Bolivia ·
Bosnië en Herzegovina ·
Brazilië ·
Bulgarije ·
Canada ·
Chili ·
China ·
Colombia ·
Costa Rica ·
Cyprus ·
Denemarken ·
DDR ·
Duitsland ·
Egypte ·
El Salvador ·
Engeland ·
Estland ·
Faeröer ·
Finland ·
Frankrijk ·
Georgië ·
Griekenland ·
Ierland ·
IJsland ·
India ·
Iran ·
Israël ·
Italië ·
Ivoorkust ·
Japan ·
Joegoslavië ·
Jordanië ·
Kazachstan · 
Koeweit ·
Kosovo · 
Kroatië ·
Letland ·
Libanon ·
Liechtenstein ·
Litouwen ·
Luxemburg ·
Malta ·
Mexico ·
Moldavië ·
Montenegro ·
Nederland ·
Nederlands-Indië ·
Nieuw-Zeeland ·
Noord-Ierland ·
Noord-Macedonië ·
Noorwegen ·
Oekraïne ·
Oostenrijk ·
Paraguay ·
Peru ·
Polen ·
Portugal ·
Qatar ·
Roemenië ·
Rusland ·
San Marino ·
Saoedi-Arabië ·
Schotland ·
Servië ·
Slovenië ·
Slowakije ·
Sovjet-Unie ·
Spanje ·
Tsjechië ·
Tsjecho-Slowakije ·
Turkije ·
Uruguay ·
Verenigde Arabische Emiraten ·
Verenigde Staten ·
Verenigd Koninkrijk ·
Wales ·
Wit-Rusland ·
Zuid-Korea ·
Zweden ·
Zwitserland
Brazilië (1954) · 
Duitsland (2021) ·
Frankrijk (2021) · 
IJsland (2016) · 
Italië (1938) · 
Oostenrijk (2016) · 
Portugal (2021) · 
West-Duitsland (1954, 2)
Albanië · België · Bulgarije · Denemarken · Duitsland · Engeland · Estland · Finland · Frankrijk · Griekenland · Hongarije · Ierland · IJsland · Israël · Italië · Joegoslavië · Kroatië · Letland · Litouwen · Luxemburg · Nederland · Noord-Ierland · Noorwegen · Oostenrijk · Polen · Portugal · Roemenië · Schotland · Slowakije · Spanje · Tsjecho-Slowakije · Turkije · Wales · Zweden · Zwitserland